# Голд-Гілл (Невада)
[[Категорія:17 грудня 1862     ]]
Голд-Гілл — невключена територія у штаті Невада, США, належить до округу Сторі. Згідно з переписом 2005 року, в населеному пункті проживало 191 особа.

## Історія
Голд-Гілл було засновано 1859 році, коли були виявлені на його теренах срібло та золото. Спочатку це було шахтарське поселення. Тим не менш, на початку 1860-х років Голд-Гілл конкурував з Вірджинія-Сіті у розмірі та населенні. 17 грудня 1862 року отримало статус міста. Протягом наступних двох десятиліть місто процвітало, певний час населення Голд-Гілл сягало близько 8000 мешканців. У кінці 1870-х, місто почало занепадати. У Голд-Гілл є багато історичних будівель, насамперед «Ґолд-Гілл Готель», побудований у 1859 році і є одним з найстаріших готелів США. Залізничне Депо, побудоване у 1872 році, працювало до 1936 року. Будівля колишнього «Банку Каліфорнії», побудована у 1862 році. Протягом багатьох років у будівлі розміщувався банк.

## Відомі особи
У Голд-Гілл народилася Маріон Джонс Форквар — американська тенісистка, чотириразова чемпіонка відкритого чемпіонату США і дворазовий бронзовий призер літніх Олімпійських ігор 1900.